# Bikar
Bikar è una municipalità delle Isole Marshall senza popolazione stabile.
La municipalità è costituita dall'omonimo atollo, costituito da 6 isolette (le principali sono: Bikar, Jabwelo, Almani, Jabwelo e Jaboero), nella Catena delle Ratak, nell'Oceano Pacifico a 85 km dall'atollo Utirik, terra emersa più vicina.
L'atollo è costituito da una laguna (37,4 km2), l'altezza massima delle isole è di poco superiore a quella del mare e il tutto è circondato da reef. L'area è una riserva naturale.

## Nome
La municipalità è stata chiamata in passato anche con i seguenti nomi:
- Bigar,
- Dawson (Gilbert 1788),
- Farnham (US whaler 1832)

## Storia
Bikar fu raggiunta nel 1840 dal francese Joseph de Rosamel, comandante del vascello Danaïde, anche se la scoperta delle Ratak si deve allo spagnolo Alonso de Salazar nel 1526. L'isola seguì la sorte dell'arcipelago nel cadere prima in mano spagnola, poi tedesca (1885), giapponese (1914) e statunitense (1944).